# Kaijō Jieitai
La Forza marittima di autodifesa (in Shinjitai: 海上自衛隊 - romaji Kaijō Jieitai), anche nota internazionalmente con la sigla inglese JMSDF (Japan Maritime Self-Defense Force) è la componente navale delle Forze di autodifesa nipponiche, e ha il compito della difesa delle acque territoriali e delle comunicazioni navali del Giappone. Essa è stata formata dopo la fine della seconda guerra mondiale in seguito alla dissoluzione della Marina imperiale giapponese, ed è una marina d'altura con significative capacità operative che la rendono una delle prime forze navali al mondo come tonnellaggio e tecnologia. Ha partecipato a operazioni di peacekeeping delle Nazioni Unite e a operazioni di interdizione marittima, Maritime Interdiction Operations (MIO).
Ultimamente la JMSDF sta modificando una classe di navi, ufficialmente classificate come cacciatorpediniere portaelicotteri, ma in realtà portaerei leggere da 27 000 tonnellate, conosciute originariamente come 22DDH e infine come classe Izumo, dalle quali far operare i futuri velivoli F-35 JSF.
La JMSDF ha una forza ufficiale di 46 000 uomini, con 119 navi da guerra, tra le quali 25 sottomarini, 47 cacciatorpediniere, 8 fregate, 29 unità cacciamine, 6  pattugliatori e 9 unità anfibie, per un dislocamento complessivo di 432 000 tonnellate.
Il prefisso per le navi è JDS (Japanese Defense Ship) per tutte le navi entrate in servizio prima del 2008. Le navi entrate in servizio successivamente usano il prefisso JS (Japanese Ship) per riflettere l'evoluzione della Agenzia di Difesa giapponese in Ministero della Difesa.
La Marina giapponese ha anche un'aviazione di marina, chiamata Forza aerea della flotta, erede della Dai-Nippon Teikoku Kaigun Kōkū Hombu, è dotata di 200 velivoli ad ala fissa, di 150 elicotteri, questi ultimi hanno soprattutto impieghi antisommergibile e di caccia alle mine navali.

## Storia della JMSDF

### Il secondo dopoguerra
In seguito alla sconfitta del Giappone nella seconda guerra mondiale, la Marina Imperiale fu disciolta in forza dell'accettazione della Dichiarazione di Potsdam. Le navi furono disarmate, e alcune di esse, come la nave da battaglia Nagato, furono requisite dagli Alleati come riparazione dei danni di guerra. Le navi rimanenti furono utilizzate per il rimpatrio dei soldati giapponesi dai fronti lontani dalla madrepatria e per la pulizia delle mine nell'area attorno alle isole del Giappone.
La flotta dragamine fu poi trasferita alla neonata Agenzia di Sicurezza Marittima, che aiutò a mantenere e conservare l'esperienza e le risorse della Marina imperiale.
La Costituzione del Giappone, entrata in vigore nel 1947 dopo la conclusione della guerra, all'articolo 9 specifica che "Il popolo giapponese rinuncia per sempre alla guerra come diritto sovrano della nazione e la minaccia o l'utilizzo della forza come mezzo di risoluzione delle dispute internazionali". La visione prevalente dell'articolo in Giappone è che esso permetta il mantenimento di forze militari per scopi di autodifesa, infatti a causa delle necessità della guerra fredda, anche gli Stati Uniti furono favorevoli all'istituzione da parte del Giappone di una propria forza di difesa.
Nel 1952, la Forza di Sicurezza Costiera fu costituita nell'ambito dell'Agenzia di Sicurezza Marittima, incorporando la flotta dragamine e altri vascelli militari, soprattutto corvette, fornite dagli Stati Uniti.
Nel 1954, la Forza di Sicurezza Costiera fu separata e la Forza di autodifesa marittima giapponese fu formalmente creata come la branca navale della Forza di autodifesa giapponese, secondo il passaggio della legge contemporanea sulle Forze di autodifesa.
Le prime navi della JMSDF furono dei cacciatorpediniere provenienti dalla US Navy, trasferite sotto controllo giapponese nel 1954. Nel 1956 la JMSDF ricevette il prino cacciatorpediniere prodotto in Giappone dalla fine della seconda guerra mondiale, la Harukaze. A causa della minaccia costituita dalla vasta e potente flotta sottomarina della Marina Sovietica, la JMSDF assolse soprattutto un ruolo antisommergibile.

### Dopo la guerra fredda
In seguito alla fine della guerra fredda, il ruolo della JMSDF cambiò sensibilmente. Cominciando con una missione in Cambogia nel 1993, è stata attivamente impiegata in numerose missioni di mantenimento della pace a guida ONU in tutta l'Asia. Nel 1993, la JMSDF mise in servizio il suo primo cacciatorpediniere Aegis, il Kongō. È stata attiva anche in esercitazioni navali congiunte con altre nazioni, come gli Stati Uniti.
La JMSDF ha dispiegato numerose sue cacciatorpediniere a rotazione nell'Oceano Indiano in ruoli di scorta per vascelli alleati come parte dell'Operazione Enduring Freedom a guida USA.
A seguito di un aumento nelle tensioni con la Corea del Nord derivate dalla sperimentazione del 1993 del missile Nodong-1 e da quella del 1998 del missile Taepodong-1 sopra il Giappone settentrionale, la JMSDF ha rafforzato le sue mansioni e la sua presenza nell'ambito della difesa aerea del Giappone.
Un sistema antimissili balistici basato sulle navi e utilizzante missili Standard SM-3 è stato sperimentato con successo il 18 dicembre 2007 ed è stato installato sulle navi della classe Kongō.
Navi giapponesi partecipano alla formazione internazionale CTF-150, in funzione di contrasto alla pirateria nelle acque somale; nello specifico, nel 2009 il cacciatorpediniere Ariake (DD-109) e la nave rifornimenti Towada (AOE-422) hanno fatto parte della formazione.
Nel 2023 la squadra d'altura era composta da 50 cacciatorpediniere e fregate, tuttavia la classificazione formale non specifica precisamente la tipologia. Tutte le unità di superficie sono infatti classificate come goeikan (nave di scorta), in quanto il loro nome le definisce come unità difensive, e pertanto anche le unità tuttoponte della classe Izumo e della classe Hyuga sono state classificate come DDH (Destroyer Helicopter). Le unità minori sono invece definite dalla JMSDF come DE (Destroyer Escort, cacciatorpediniere di scorta), mentre le più grandi sono indicate come DDG (Destroyer Guided Missile, cacciatorpediniere lanciamissili). Mentre con DD si indicano i cacciatorpediniere multiruolo (General-purpose Destroyer). Inoltre a queste unità si sono aggiunte dal 2022 anche le fregate multiruolo indicate con FFM. A questa flotta sempre nel 2023 si aggiungono anche 22 sottomarini Diesel-elettrici.
La squadra è articolata in quattro flottiglie, nelle storiche basi di Yokosuka, Sasebo, Kure e Maizuru; ogni flottiglia è articolata su due escort squadron comprendenti anche un DDH (al 2017 i due Hyuga e i due Izumo, ma in precedenza altri cacciatorpediniere con ponte elicotteri in grado di portare fino a cinque mezzi) con un gruppo imbarcato che può essere composto da oltre 20 velivoli ad ala rotante.
     ZEE Giapponese
     Regime congiunto con la Corea del Sud
     ZEE rivendicata dal Giappone, contestata da altri

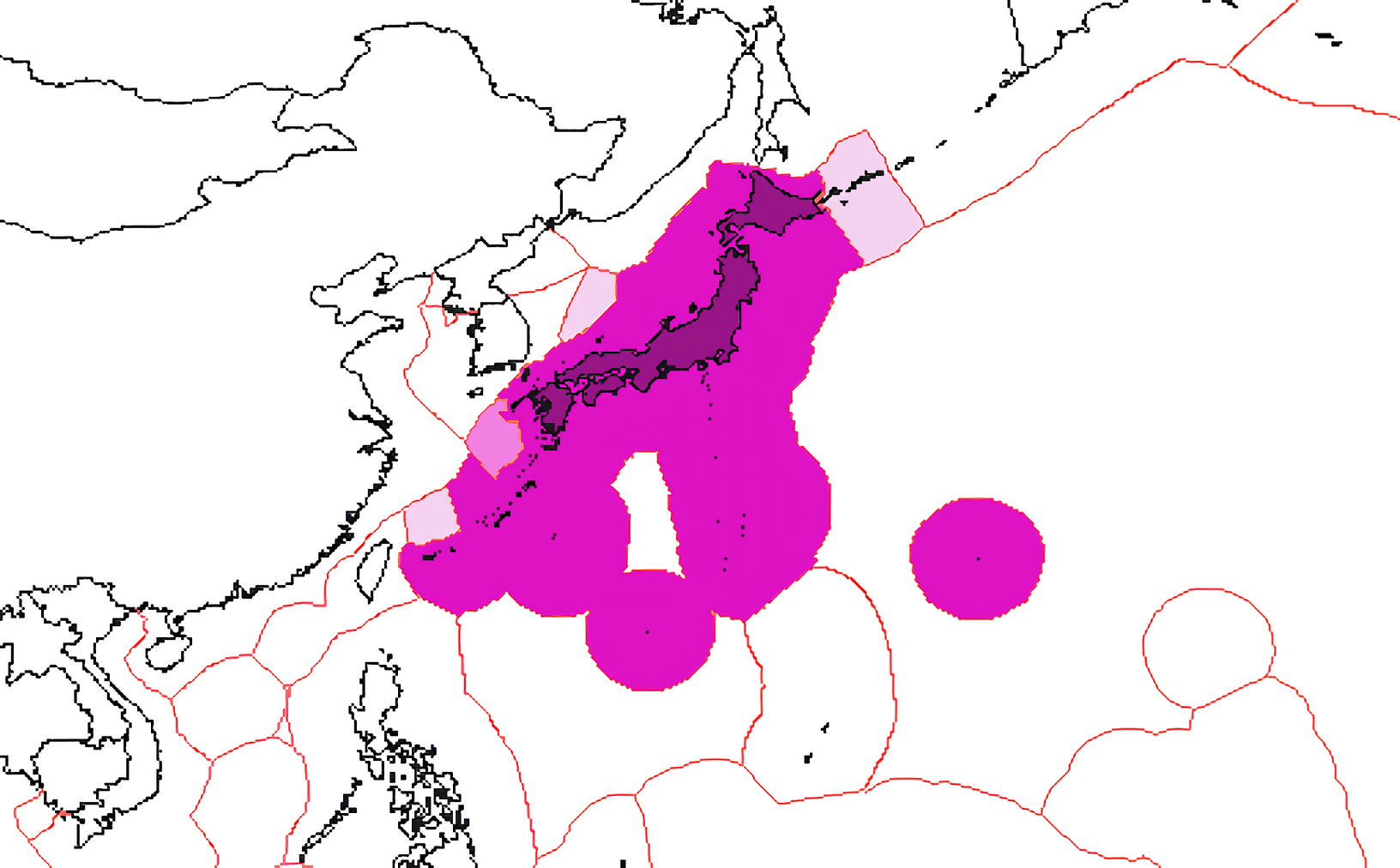
La Zona economica esclusiva del Giappone:
ZEE Giapponese
Regime congiunto con la Corea del Sud
ZEE rivendicata dal Giappone, contestata da altri

Il compito principale della Kaijō Jieitai è proteggere le isole giapponesi e la Zona economica esclusiva del Giappone.

## Flotta
Flotta navi di sicurezza al 2018

### Portaelicotteri

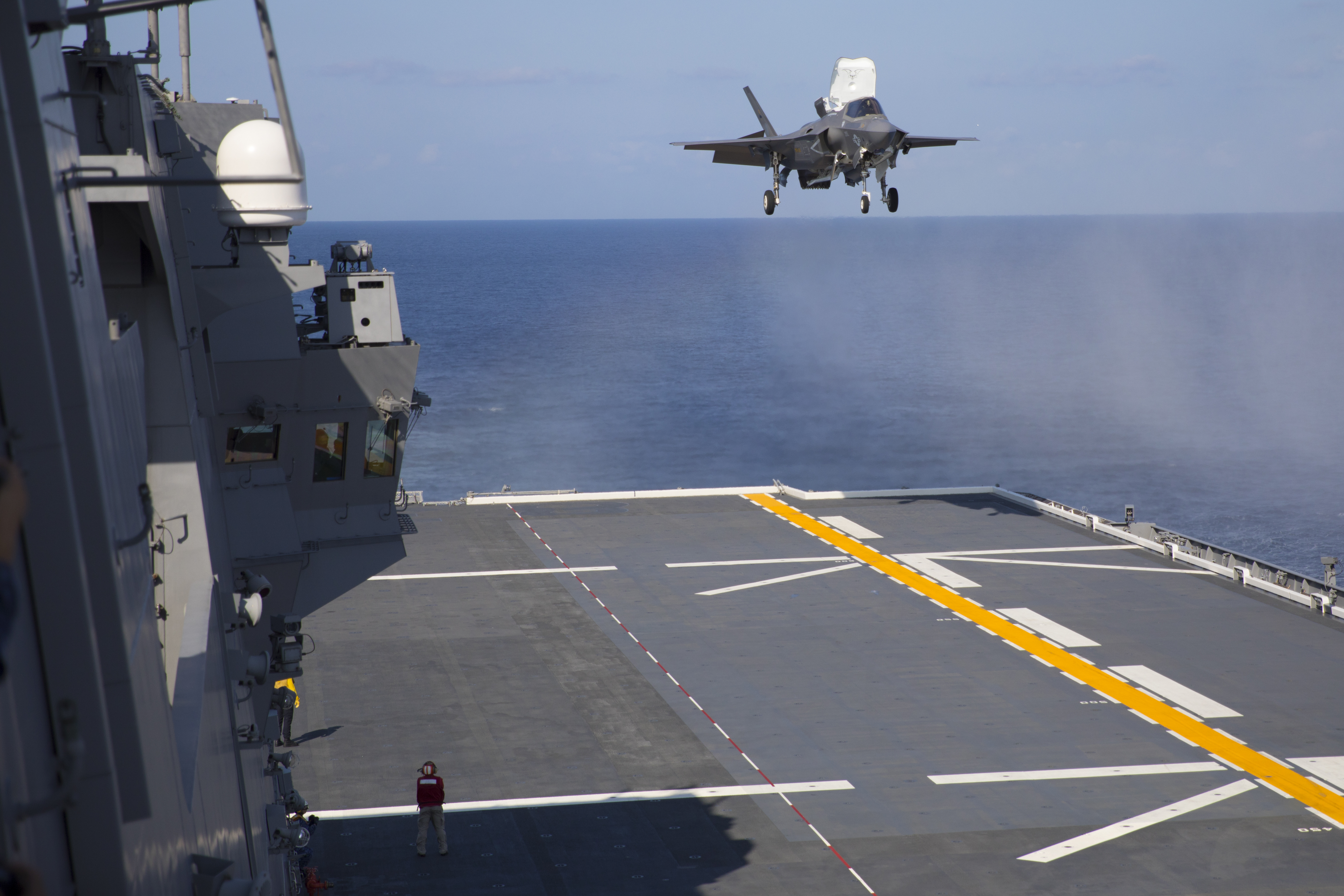
Il 3 ottobre 2021, i primi F-35B hanno effettuato atterraggi e decolli da JS Izumo

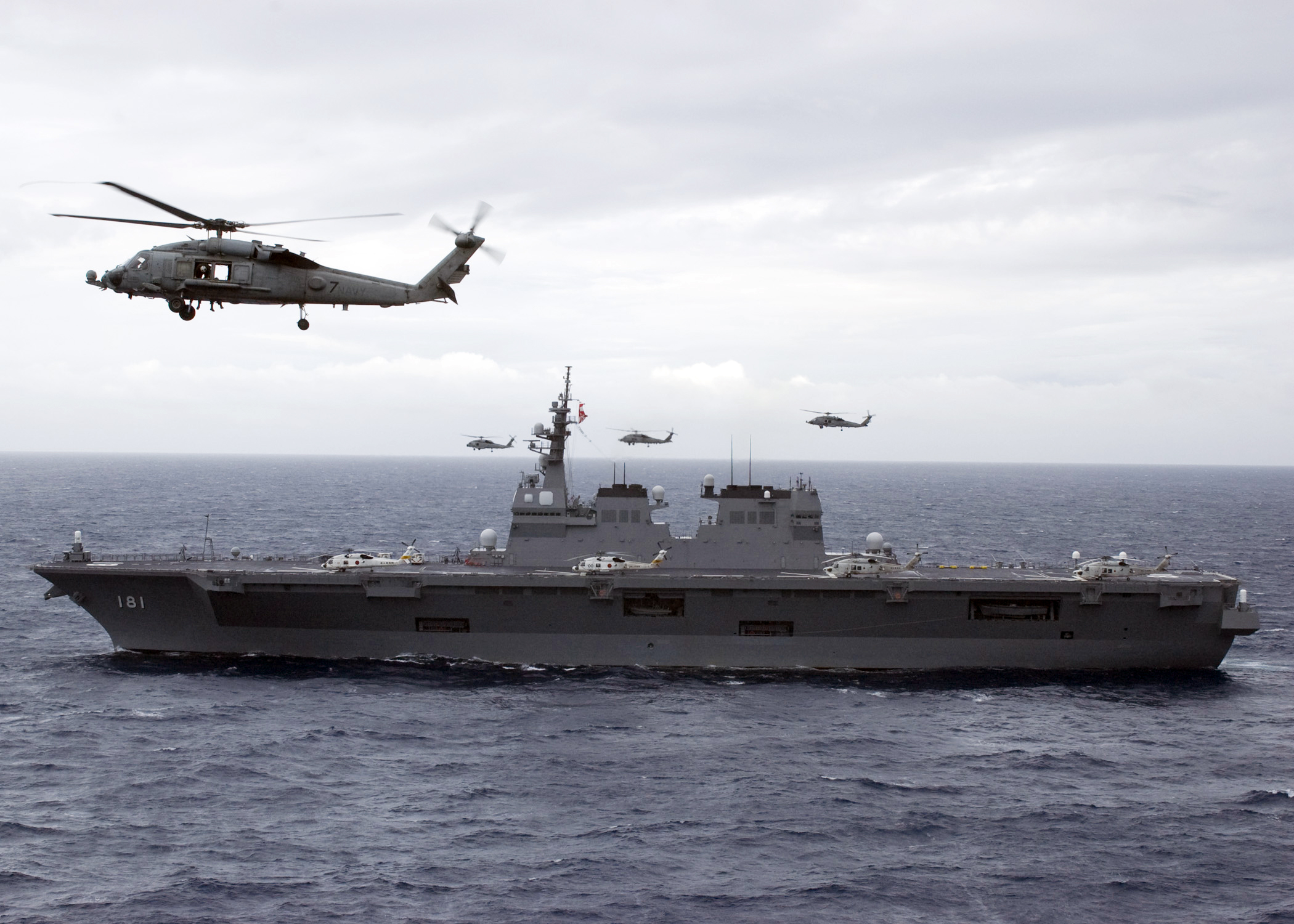
Classe Hyuga

Helicopter Destroyers-(DDH) - un'espressione usata in questo caso per non utilizzare la parola portaeromobili ma cacciatorpediniere portaelicotteri; in realtà si tratta di navi tuttoponte da 20 000 t.
- classe Izumo (2 in servizio)
- classe Hyuga (2 in servizio)

### Cacciatorpediniere lanciamissili (DDG)

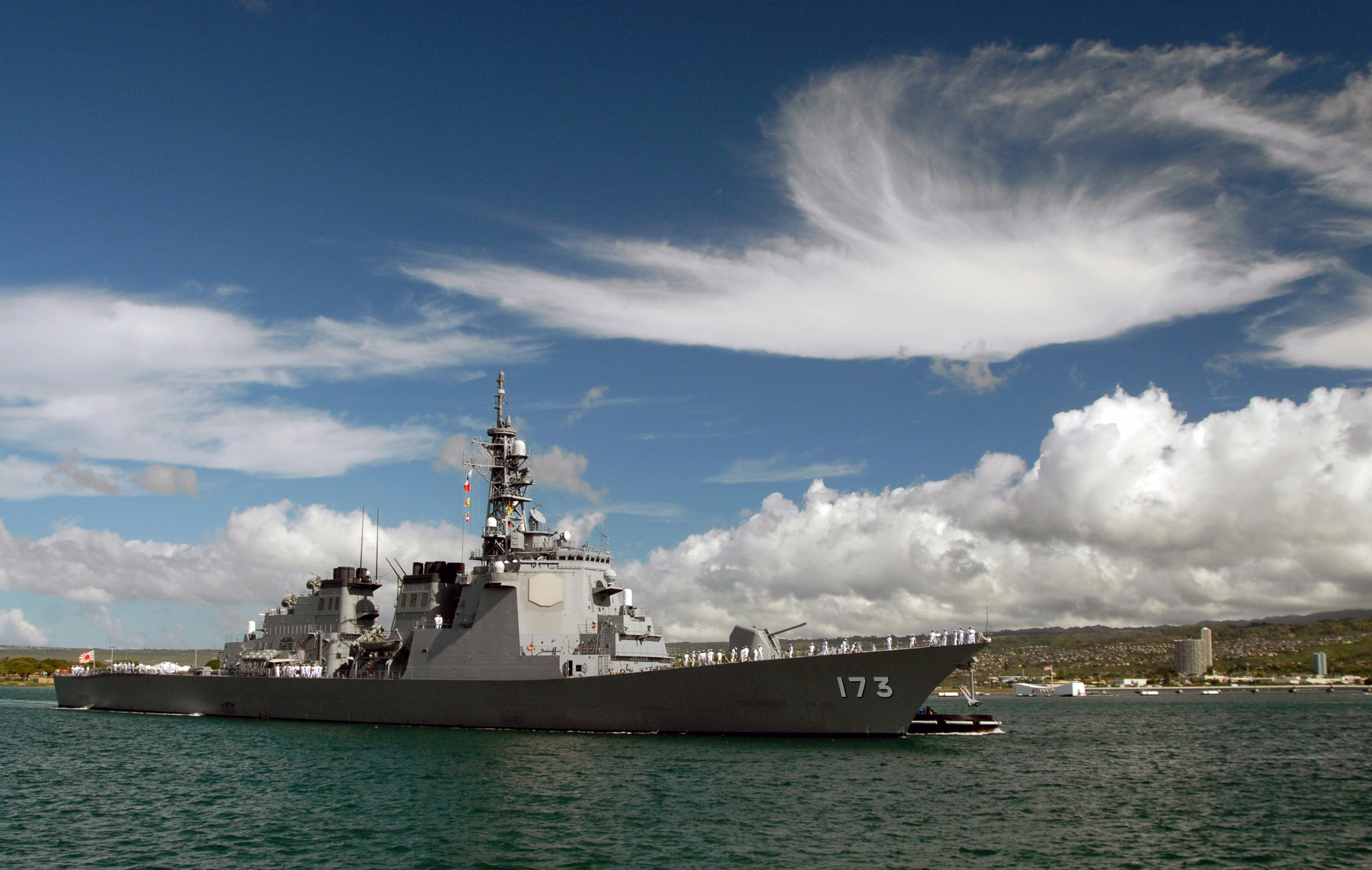
Classe Kongō

Cacciatorpediniere - Destroyers Guided (sottinteso Missile, cacciatorpediniere lanciamissili)-(DDG)
- classe Maya (2 in servizio)
- classe Atago (2 in servizio)
- classe Kongō (4 in servizio)
- classe Hatakaze (1 in servizio come nave da addestramento)

### Fregate
Fregate multiruolo (FFM).

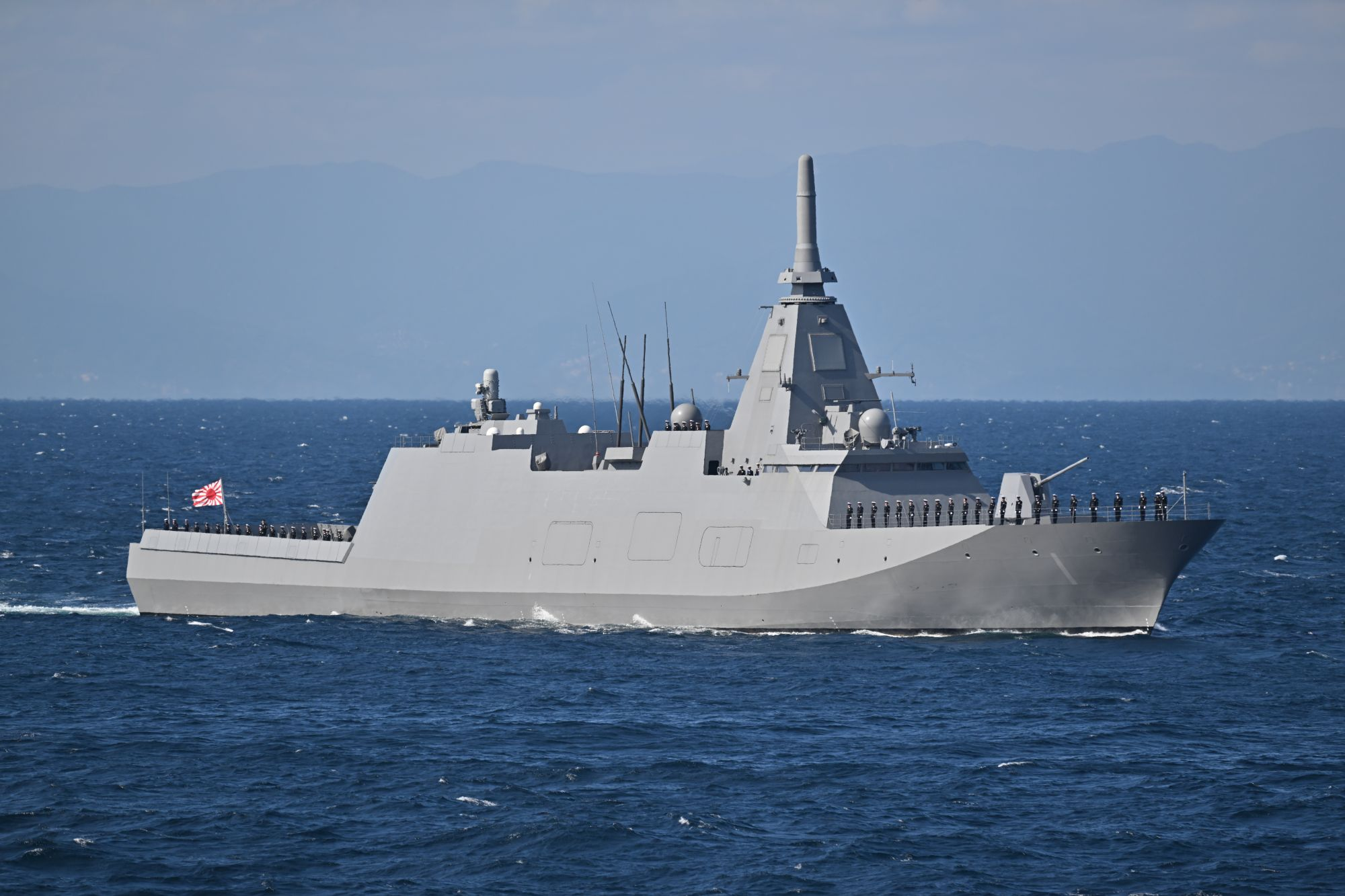
Classe Mogami

- Classe Mogami (8 in servizio, 4 in fase di allestimento e costruzione)

### Cacciatorpediniere multiruolo (DD)

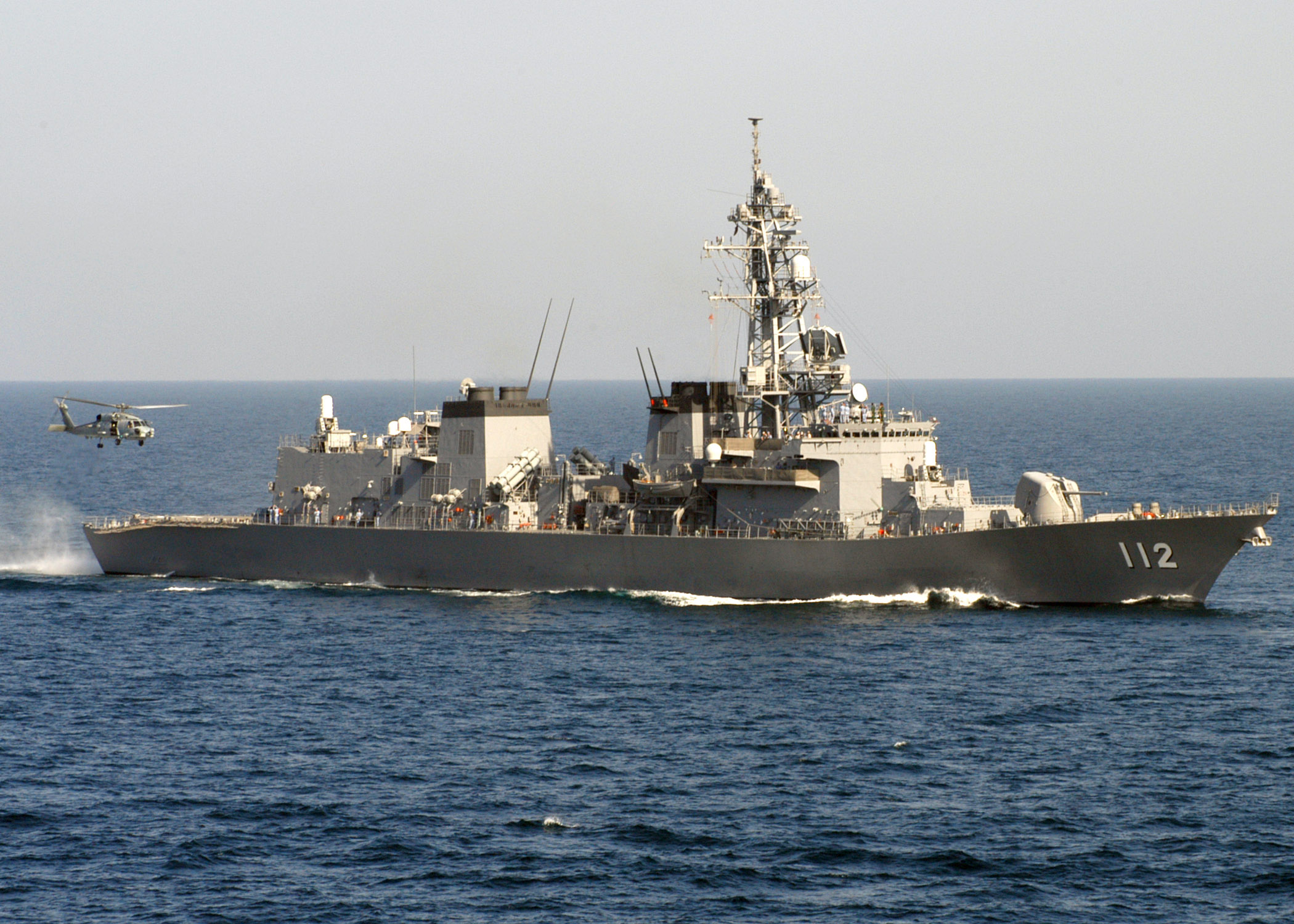
Classe Takanami

- classe Asahi (2 in servizio)
- classe Akizuki (4 in servizio)
- classe Takanami (5 in servizio)
- classe Murasame (9 in servizio)
- classe Asagiri (8 in servizio)

### Cacciatorpediniere di scorta (DE)

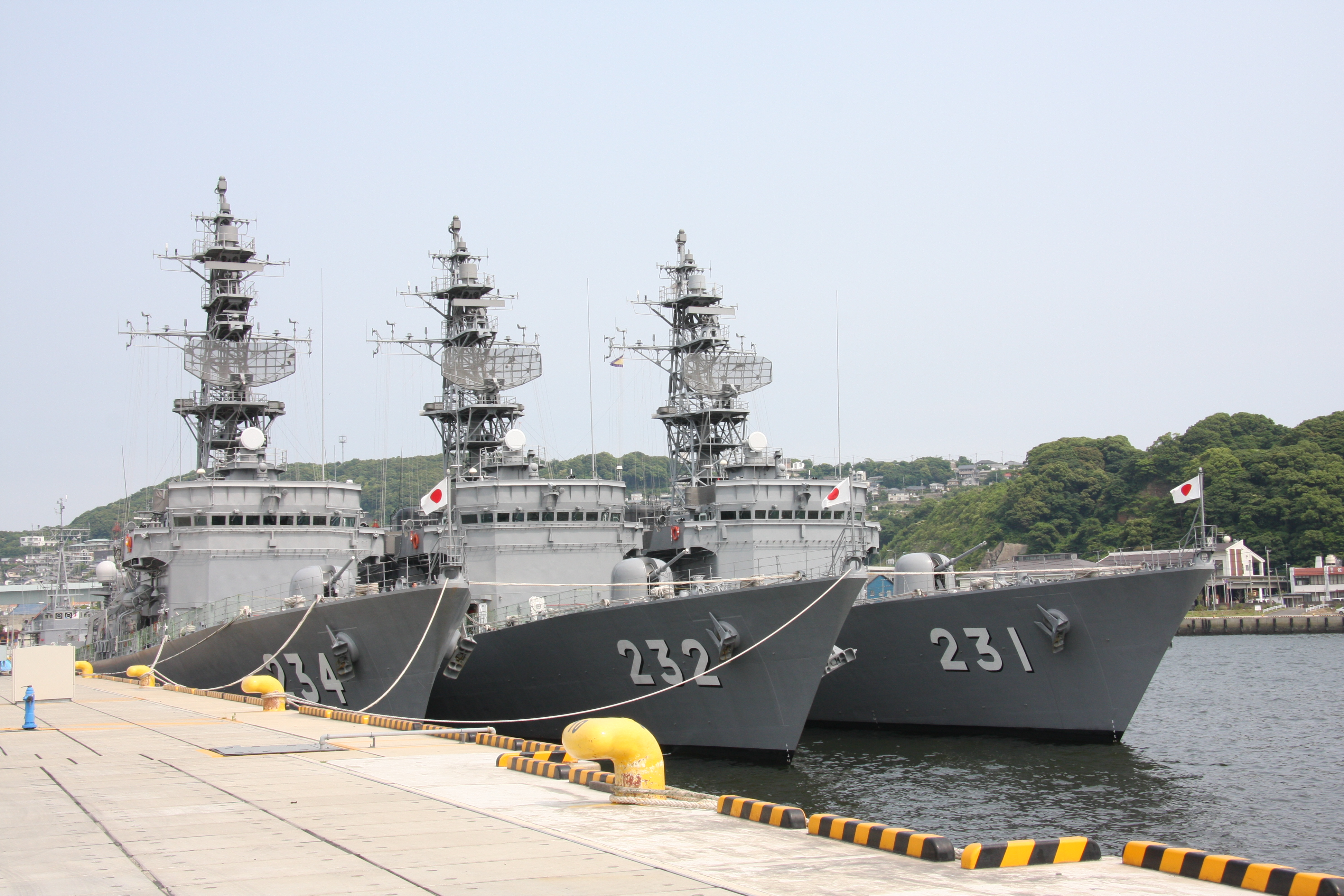
Classe Abukuma

Navi classificate come Destroyer Escort-(DE) 
- classe Abukuma (6 in servizio)

### Sottomarini

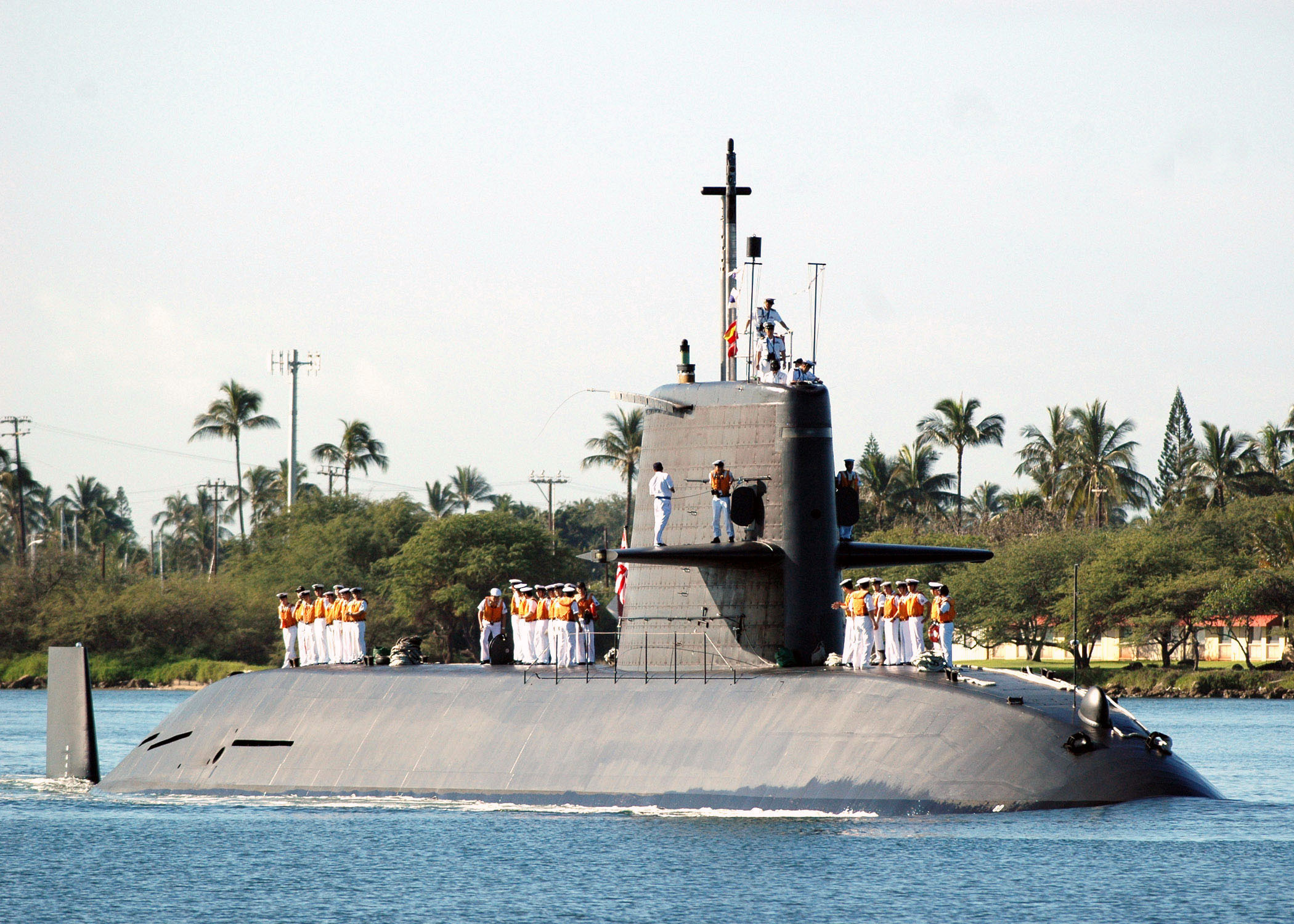
Classe Oyashio

Sottomarini d'attacco (SSK)
- classe Soryu (12 in servizio)
- classe Oyashio (9 in servizio)
- classe Taigei (4 in servizio)

### Cacciamine

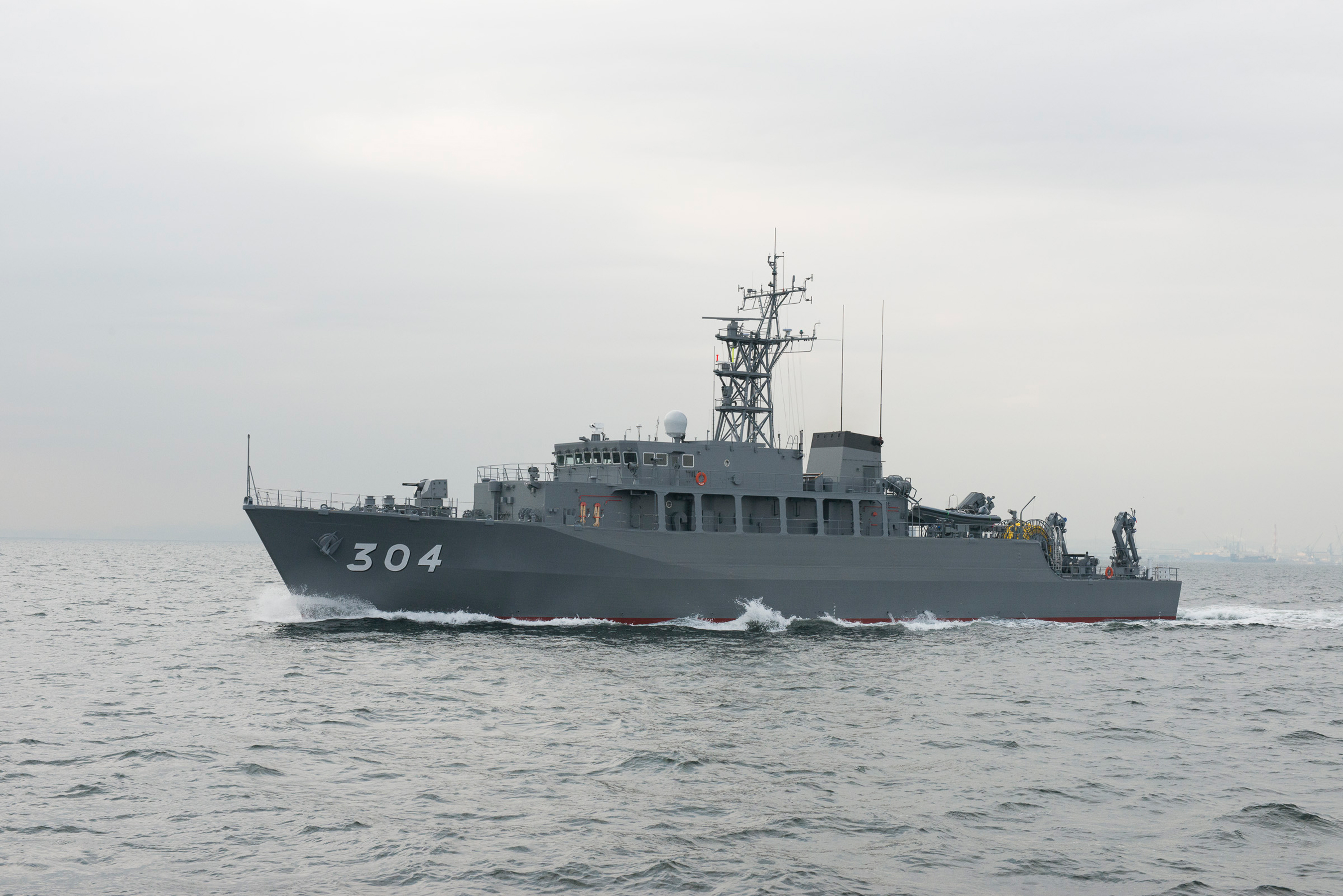
Classe Awaji

Cacciamine oceanici - Minesweeper Ocean-MSO
- classe Awaji (4 in servizio)

Cacciamine costieri - Minesweeper Coastal-MSC
- classe Sugashima (12 in servizio)
- classe Hirashima (3 in servizio)
- classe Enoshima (3 in servizio)

Controllore cacciamine - Minesweeper Controller-MCL
- classe Uwajima (2 in servizio)

Nave appoggio cacciamine - Minesweeper Tender-MST
- classe Uraga (2 in servizio)

### Pattugliatori
Missile Patrol craft

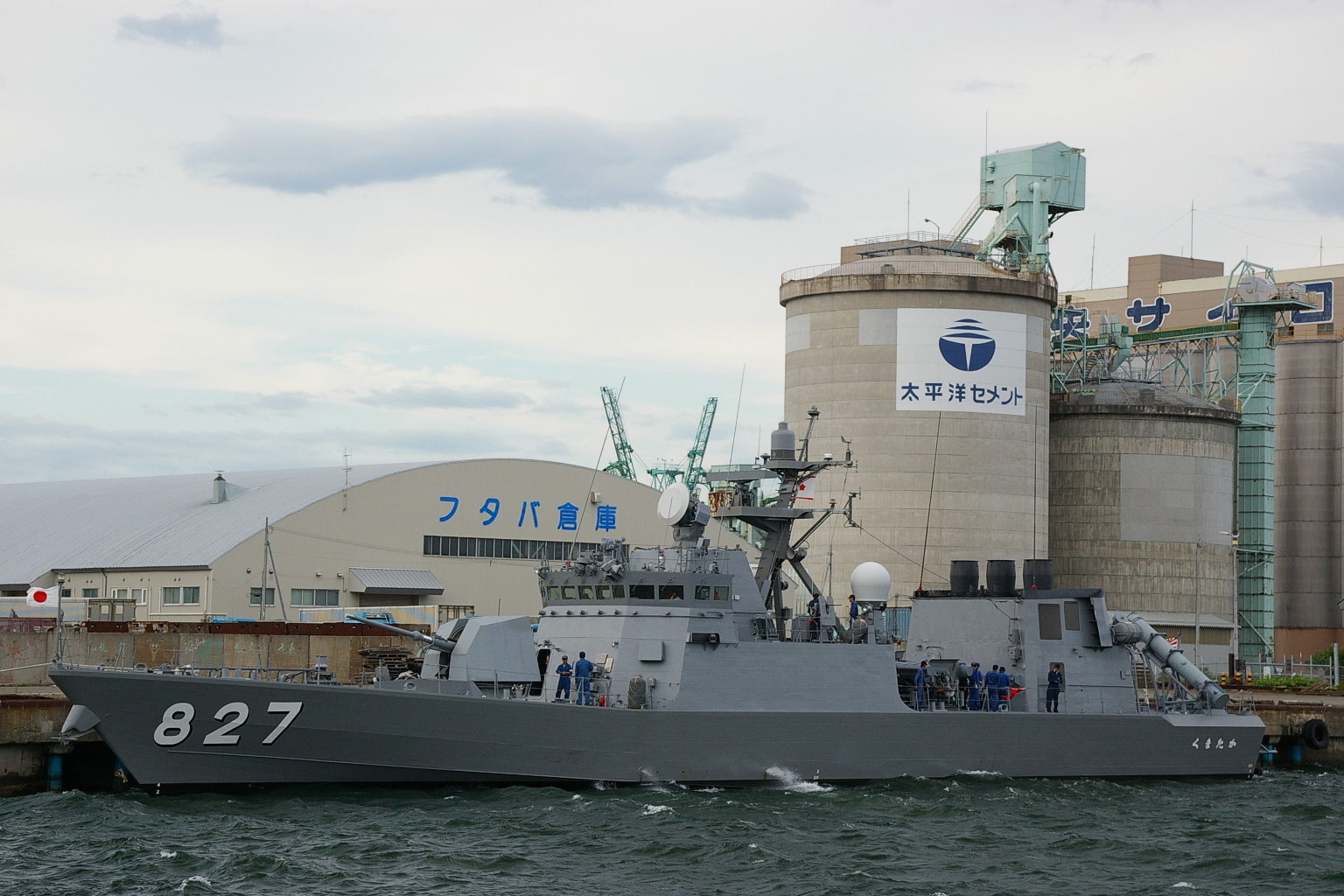
Classe Hayabusa

- classe Hayabusa (PG:Guided Missile Patrol Boat) (6 in servizio)

### Navi da guerra anfibia
- LST - classe Osumi (3 in servizio)
- LCU - LCU-2001 (2 in servizio)
- LCAC - Landing Craft Air Cushion (6 in servizio)
- LCM YF-2121 (9 in servizio)
- LCM YF-2150 (2 in servizio)
- LCM YF-09 (7 in servizio)

## Gradi militari
Il codice NATO pubblicato è a livello di riferimento. Non esiste una disposizione legale del codice NATO nella Forza di autodifesa giapponese.

### Ufficiale
| Tipo A （甲階級章） |  |  |  |             |  |  |  |  |  |  |  |  |
| Tipo B （乙階級章） |  |  |  |             |  |  |  |  |  |  |  |  |
| Tipo C （丙階級章） |  |  |  |             |  |  |  |  |  |  |  |  |
| Miniature （略章）  |  |  |  |             |  |  |  |  |  |  |  |  |
| Insegna(指揮官旗)   |  |  |  | (Commodoro) |  |  |  |  |  |  |  |  |

### Arruolati
| Codice Nato         | OR-9                | OR-8        | OR-7       | OR-6         | OR-5       | OR-3            | OR-2           | OR-1             | OR-D                        |
| Grado               | 准海尉              | 海曹長      | 1等海曹    | 2等海曹      | 3等海曹    | 海士長          | 1等海士        | 2等海士          | 自衛官候補生                |
| Traduzione italiana | ufficiale aggregato | capo scelto | primo capo | secondo capo | terzo capo | marinaio scelto | primo marinaio | secondo marinaio | recluta o allievo ufficiale |
| ------------------- | ------------------- | ----------- | ---------- | ------------ | ---------- | --------------- | -------------- | ---------------- | --------------------------- |
| TypeA （甲階級章）  |                     |             |            |              |            |                 |                |                  |                             |
| TypeB （乙階級章）  |                     |             |            |              |            |                 |                |                  |                             |
| TypeC （丙階級章）  |                     |             |            |              |            |                 |                |                  |                             |
| Miniature （略章）  |                     |             |            |              |            |                 |                |                  | senza distintivo            |